# Cosmopterix brevicaudella
Cosmopterix brevicaudella là một loài bướm đêm thuộc họ Cosmopterigidae. Loài này có ở Trung Quốc (Phúc Kiến).
Chiều dài cánh trước khoảng 4,2 mm.